# ZWO
A Suzhou ZWO Co., Ltd. (eredetileg ZW Optical Company) vagy röviden ZWO, egy kínai alapítású és székhelyű, asztrofotográfiai eszközöket és kiegészítőket gyártó vállalat. Mára az egyik piacvezető szereplővé vált az amatőrcsillagászat és az asztrofotózás területén.

## Történeti háttér
A céget 2011 szeptemberében alapította Szucsou városában egy számítástechnika-tudományi háttérrel rendelkező kínai amatőrcsillagász, Sam Wen. A csillagászati kamerák fejlesztésére szakosodott vállalat a világon elsőként készített CMOS-alapú bolygókamerát, első termékük az ASI130MM volt. (Termékeik típusnevében az ASI az Astronomy Imaging, azaz a „csillagászati képalkotás” angol rövidítése.)
2018. áprilisban kiadták az első integrált távcső- és kameravezérlő egységet ASIAIR terméknévvel. Júniusban indítottak egy projektet, amelynek célja egy intelligens, mobil eszközzel vezérelhető, minden funkciót magában foglaló távcső kifejlesztése volt. 2022 októberében, ötévnyi fejlesztés és tesztelés eredményeképpen elkészült ennek működőképes prototípusa, amit az optimalizálási fázis követett.
2023. április 13-án megalkották az intelligens csillagászati technológiát képviselő Seestar márkanevet, mely alatt piacra dobták első terméküket, a Seestar S50 „intelligens csillagászati fényképészeti minden-az-egyben teleszkóp”-ot. 2024. novemberben jelent meg ennek „kistestvére”, a Seestar S30.

## Főbb termékcsoportok
Kínálatukban többek között az alábbi termékek szerepelnek:

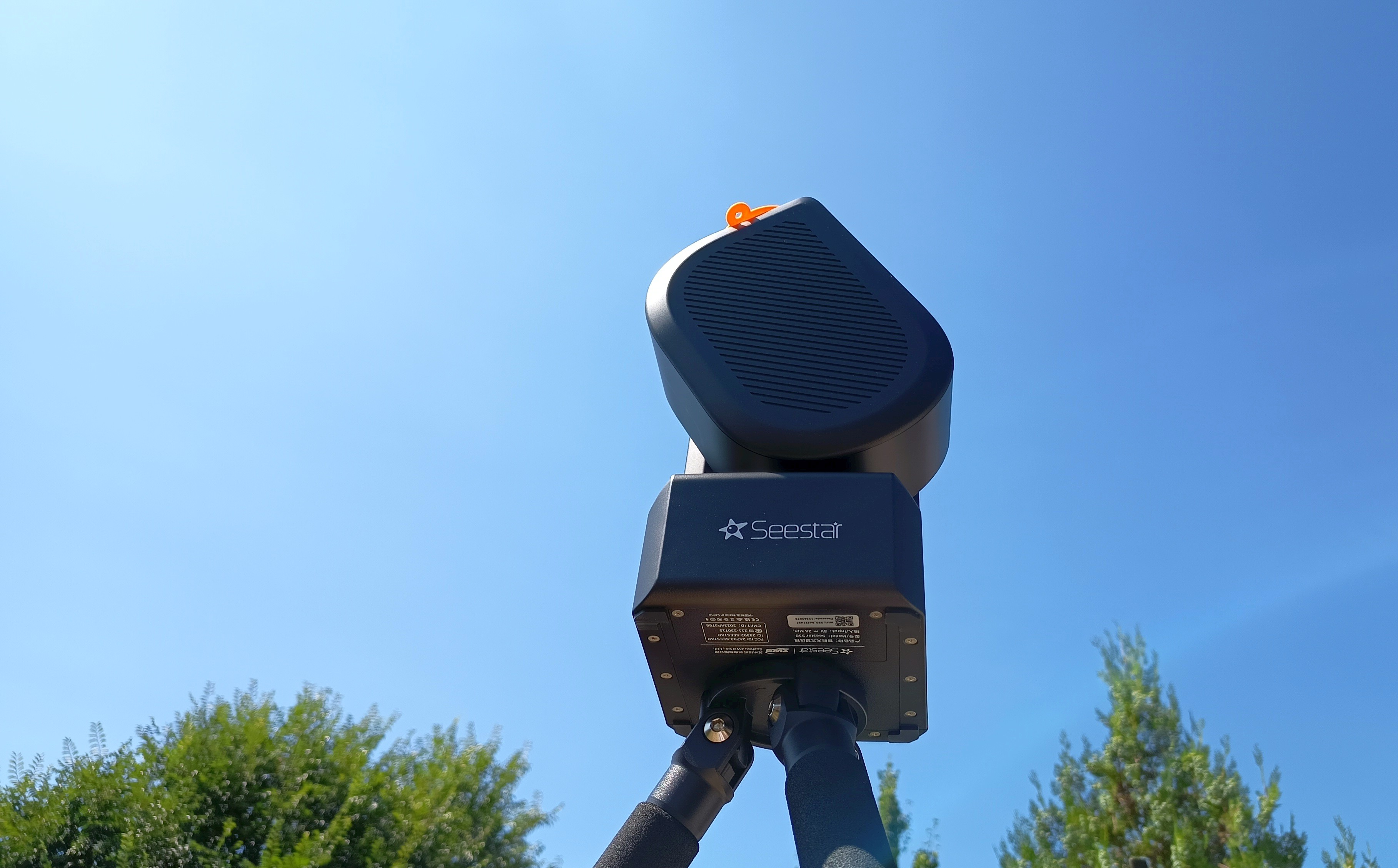
Seestar S50 okostávcső a Nap megfigyelése közben

- ASI-sorozat: CMOS-alapú Hold-, bolygó- és mélyég-kamerák (asztrokamerák)
- ASIair: miniszámítógépek Wi-Fi-modullal a kamerák, mechanikák és egyéb elektronikus kiegészítő egységek vezérlésére
- Seestar (S50, S30): okostávcsövek – mobiltelefonra vagy táblagépre telepíthető alkalmazás segítségével vezérelhetőek
- FF APO-sorozat: asztrofotózásra dedikált professzionális apokromatikus távcsövek (teleobjektívek)
- EAF (Electronic Automatic Focuser): Elektronikus automata fókuszbeállító-egység
- ASI Mount (AM3, AM5 stb.): távcsőmechanikák
- CAA (Camera Angle Adjuster): eletronikus kameraforgató szerkezet (kamerarotátor) a kívánt látómező-pozíció beállításához
- EFW (Electronic Filter Wheel): elektronikus (motorizált) szűrőváltók

## Lásd még
- Amatőrcsillagászat
- Digitális fényképezőgép
- Távcső